# Sonic Lost World
Sonic Lost World (ソニック ロストワールド, Sonikku Rosuto Wārudo) est un jeu vidéo de plates-formes développé par Sonic Team et édité par Sega et Nintendo (Europe). Il est sorti le 18 octobre 2013 en Europe sur les consoles Wii U et Nintendo 3DS, et 2 novembre 2015 sur Windows.
Le titre a été annoncé le 17 mai 2013 lors du Nintendo Direct.

## Univers

### Histoire
Alors qu'ils poursuivaient le Dr. Eggman afin de sauver des petits animaux, Sonic et Tails s'échouent sur l'Hexamonde Perdu à la suite du crash de leur avion. Lorsqu'ils retrouvent le Dr. Eggman, ils apprennent qu'il s'est lié avec les Effroyables Six, un groupe régnant sur l'Hexamonde Perdu en y imposant la terreur, afin de l'aider à conquérir le monde. Croyant en faire ses esclaves, les Effroyables Six trahissent le Dr. Eggman, qui doit alors s'allier avec Sonic et Tails pour les arrêter.

### L'Hexamonde Perdu
L'histoire se déroule sur l'Hexamonde Perdu, qui est une petite planète composée d'hexagones qui se situe à la surface du monde de Sonic. Cette planète est constituée de huit zones, chacune ayant un environnement différent. Chaque zone est gardée par un membre des Effroyables Six.
- Windy Hill : Il s'agit du premier monde du jeu, composé de quelques montagnes et d'herbe verte. C'est là que le joueur y affronte Zazz, le premier boss. Il y trouve aussi le Labo de Tails, dans lequel il peut créer des objets pour l'aider dans sa quête avec les matériaux qu'il a collecté tout au long du jeu.
- Desert Ruins : Le deuxième monde prend place dans un désert sablonneux rempli de vestiges. Le joueur y affronte Zomom, le deuxième boss.
- Tropical Coast : Une plage tropicale fait office de troisième monde. Certains passages de ce monde se déroulent sous l'eau. Le boss est Zik.
- Frozen Factory : Le quatrième monde prend place dans l'usine enneigée et glaciale de Zeena. Dans la version Wii U/PC, certains actes se déroulent dans un casino.
- Silent Forest : Le cinquième monde est constitué d'une jungle luxuriante, que le joueur traverse à l'aide de nombreux rails. C'est le repaire de Zor.
- Sky Road : Ce monde aérien est le domaine de Zavok, le chef des Effroyables Six. Dans la version Nintendo 3DS, certains actes se déroulent dans un casino.
- Lava Mountain : Le dernier monde du jeu est une zone volcanique dans laquelle le Dr. Eggman a placé sa base. Le joueur y affronte de nouveau les membres des Effroyables Six (plus puissants) avant d'y affronter le Dr. Eggman, le boss final.
- Hidden World : Ce monde bonus figure uniquement dans la version Wii U/PC. Les actes sont plutôt courts et ont des objectifs différents de ceux des autres mondes.

### Les Wisps
Les Wisps sont de petits aliens qui permettent à Sonic de se transformer et d'utiliser de nouveaux pouvoirs, à l'instar de Sonic Colours. Les pouvoirs varient selon la couleur et l’espèce du Wisp. Le joueur débloque les différents Wisps au fur et à mesure de sa progression dans le jeu. Une fois débloqués, il les trouve dans des capsules placées à des endroits stratégiques des niveaux.
Certaines transformations de Sonic Colours ont été reprises, d'autres sont des nouvelles créées spécialement pour le jeu. La version Wii U en comprend huit et la version Nintendo 3DS six.
| Wisp             | Version        | Description |
| ---------------- | -------------- | --- |
| Aigle Pourpre    | Wii U/PC       | Aide le joueur à survoler de grandes étendues.                                                                                        |
| Astéroïde Indigo | 3DS & Wii U/PC | Permet au joueur d'atteindre des endroits élevés grâce à la gravitation des objets détruits.                                          |
| Bombe Noire      | Wii U/PC       | Permet au joueur de créer une grande explosion.                                                                                       |
| Éclair Ivoire    | 3DS            | Permet au joueur de s'accrocher à des objets et d'électrocuter ses ennemis.                                                           |
| Éclat Rouge      | 3DS            | Transforme Sonic en une boule de feu capable d'exploser sur les ennemis alentour et de traverser les zones enflammées.                |
| Flotteur Vert    | Wii U/PC       | Le joueur peut flotter au-dessus du niveau et suivre des chemins de Rings.                                                            |
| Fusée Orange     | Wii U/PC       | Permet au joueur d'atteindre des endroits lointains. Il vise le lieu d’atterrissage avec la fonction gyroscopique du Wii U GamePad.   |
| Laser Cyan       | 3DS & Wii U/PC | Permet au joueur de se déplacer très rapidement en ricochet le long des parois ou de rebondir (où de les traverser) sur des cristaux. |
| Rythme Magenta   | Wii U/PC       | Le joueur peut suivre les chemins créés par des notes de musique.                                                                     |
| Séisme Gris      | 3DS            | Sonic se change en pierre capable de créer des ondes de choc. Le joueur la dirige via la fonction gyroscopique de la Nintendo 3DS.    |
| Vrille Jaune     | 3DS & Wii U/PC | Le joueur peut se déplacer sous la terre et sous l'eau.                                                                               |

## Système de jeu
Le système de jeu de Sonic Lost World est différent de celui des jeux précédents, même s'il présente des similitudes. En effet, bien qu'il puisse toujours effectuer la course tourbillon et l'attaque ciblée, Sonic dispose de nouvelles capacités comme celle de courir le long des murs et d'effectuer des doubles sauts. De plus, le jeu requiert la commande gyroscopique lors de l'utilisation de certains pouvoirs.
Le jeu présente des similitudes à Super Mario Galaxy ou encore à Sonic X-treme, le joueur avance sur des séries de plateformes étroites, possédant leurs propres gravités, et parfois sur de plus larges plateformes voir des sphères/planétoïdes. Sonic peut courir à l’intérieur de tunnel en étant attiré vers les murs, ou au contraire courir sur de longs cylindres en étant attiré vers le sol.
Certains niveaux alternent des pistes de courses classiques (aller du départ à la fin) et des pistes plus calmes, où il faut casser des robots pour ouvrir la porte entre autres.
Certains niveaux peuvent dans ce sens envoyer Sonic sur plusieurs plateformes où il doit activer un interrupteur, et ensuite le ramener sur la plateforme du début pour voir ce qu'il a déclenché.
D'autres niveaux encore se déroule entièrement sur un plan en 2D.
Et enfin, les éternels niveaux du boss où l'on doit tirer parti du gyroscope, des pouvoirs de Sonic ou plus simplement de quelques attaques ciblées bien placées.
Le jeu permet aussi de fabriquer des drones au labo de Tails pour gagner plus de rings, ou plus de puissance de feu.

## Développement
Le développement de Sonic Lost World a commencé peu de temps après l'achèvement de Sonic Colours, lorsque quelques membres du noyau ont commencé l'expérimentation pour l'ancien et s'est déroulé sur deux ans et demi. Sonic Team a cherché à rationaliser les contrôles, augmenter la longueur, et à ajouter des niveaux plus diversifiés par rapport aux entrées précédentes de la série. Après avoir examiné l'histoire de la franchise avec Sonic Generations, le producteur de jeux Takashi Iizuka espérait « offrir une nouvelle expérience » avec Sonic Lost World. Le développement a commencé sur PC, avec les premières expériences impliquant des « niveaux de type tube torsadé » inspirés par Jack and the Beanstalk. Comme le concept « était totalement nouveau », les premiers niveaux ont dû être refaits « encore et encore ». Les joueurs ont eu une plus grande capacité à contrôler la vitesse de Sonic dans un effort pour créer une expérience de plateforme plus traditionnelle. Le mécanicien de parkour a été introduit pour maintenir un sens de mouvement plus fluide, contrairement aux jeux Sonic précédents où courir dans un mur forcerait le joueur à un arrêt complet. Iizuka a déclaré que « ce jeu est comme aller dans le terrier du lapin à Alice au pays des merveilles, un jeu d'action où tu peux vivre de nombreuses expériences étranges et amusantes ».
Le développement s'est finalement concentré sur la Wii U et la 3DS en raison du succès des précédents jeux Sonic sur les plates-formes Nintendo. Parce que Wii U "a deux moniteurs à utiliser", Sonic Team a décidé d'inclure les modes multijoueurs coopératifs et compétitifs. L'écran tactile et le gyroscope du Wii U GamePad ont été utilisés pour activer les pouvoirs de couleur de retour. La version 3DS, codéveloppée avec Dimps, a été conçue pour « utiliser pleinement » le matériel 3DS avec un gameplay 3D et des commandes de mouvement. Le développement était plus difficile sur 3DS en raison de sa puissance de traitement plus limitée. Iizuka a déclaré que les pouvoirs de couleur sont essentiels à la conception de niveau de la version 3DS, alors qu'ils fonctionnent comme un outil supplémentaire dans la version Wii U. Un style d'art simple a été utilisé pour faire ressortir les objets plus sur les arrière-plans et pour maintenir le jeu en cours d'exécution à 60 images par seconde. La conception des nouveaux méchants "Deadly Six" était basée sur celle d'un ogre et l'apparence de chacun était destinée à refléter une certaine caractéristique clé de leur personnalité, que les développeurs espéraient que les joueurs pourraient voir juste en les regardant. La version Wii U du jeu a été dirigée par Morio Kishimoto, responsable de Sonic et le Chevalier noir, tandis que la version 3DS a été dirigée par Takao Hirabayashi, le directeur de la version Nintendo DS de Sonic Colours , et auparavant concepteur principal des versions PlayStation 2 et Wii de Sonic Unleashed. 
Sega a déposé le titre Sonic Lost World en mai 2013. Le jeu a été révélé le 17 mai 2013 dans une annonce Nintendo Direct, dans le cadre d'un partenariat exclusif entre Sega et Nintendo pour la série Sonic the Hedgehog. C'est l'un des trois jeux de ce partenariat, les autres étant la quatrième entrée dans la série Mario & Sonic aux Jeux Olympiques et Sonic Boom: Shattered Crystal, un jeu basé sur la série animée Sonic Boom. Sega a rapporté que plus d'informations sur le jeu seraient révélées avant l'E3 2013, et que le jeu contiendrait à la fois des personnages de retour et de nouveaux personnages originaux, à la fois chez les ennemis et les amis de Sonic. La première bande-annonce du jeu est sortie le 28 mai, un jour plus tôt qu'annoncé précédemment. Une démo téléchargeable de la première étape du jeu a été rendue disponible pour les deux consoles le 9 octobre au Japon et à la mi-novembre en Amérique du Nord et en Europe. Pour promouvoir la sortie de Sonic Lost World, Hardlight Studios a publié une mise à jour pour Sonic Dash qui comprend une bataille de boss contre Zazz, l'un des Six Deadly. Super Smash Bros. pour Wii U comprend également une étape basée sur Windy Hill Zone du jeu.
La bande originale a été composée et dirigée par Tomoya Ohtani , avec Takahito Eguchi s'occupant de l'orchestration et de la cinématique. Naofumi Hataya a également contribué à une seule pièce, le thème de "Desert Ruins Zone - Acte 3". Une bande-son de trois disques, Sonic Lost World Original Soundtrack Without Boundaries, a été publiée physiquement au Japon et numériquement dans le monde entier sur iTunes et Amazon Music le 27 novembre 2013. 

### Contenu additionnel
Trois niveaux DLC bonus sont disponibles gratuitement dans le Nintendo eShop uniquement pour les détenteurs de la version Wii U. Ces niveaux bonus apparaissent dans la zone Windy Hill et sont jouables tous les 100 000 points.
- Nightmare Zone : Un niveau basé sur les combats de boss et sur la série NiGHTS.
- Yoshi's Island Zone : Dans cet acte inspiré des jeux Yoshi's Island et Yoshi's Story, le joueur a pour mission de collecter un maximum d'œufs de Yoshi.
- The Legend of Zelda's Zone : Ce niveau est inspiré de la série The Legend of Zelda qui se déroule dans l'univers du jeu Twilight Princess. Sonic y est déguisé en Link, le héros de la série The Legend of Zelda, et les rings sont remplacés par les rubis.

## Accueil

### Critiques
Sonic Lost World a reçu des critiques assez positives de la part de la presse spécialisée. Concernant la version Wii U, les sites de compilation de critiques GameRankings et Metacritic lui décernent des moyennes de 61,95 % et 63 sur 100 calculées respectivement sur 38 et 64 critiques,. Pour la version Nintendo 3DS, ils lui accordent chacun une moyenne de 60,26 % et 59 % calculées respectivement sur 23 et 34 critiques,.

### Ventes
Le 9 mai 2014, Sega annonce dans ses résultats de l'année fiscale 2013-2014 avoir vendu 710 000 exemplaires de Sonic Lost World, sur 3DS comme sur Wii U.